# Gesellschaft für Denkmalpflege in Niedersachsen

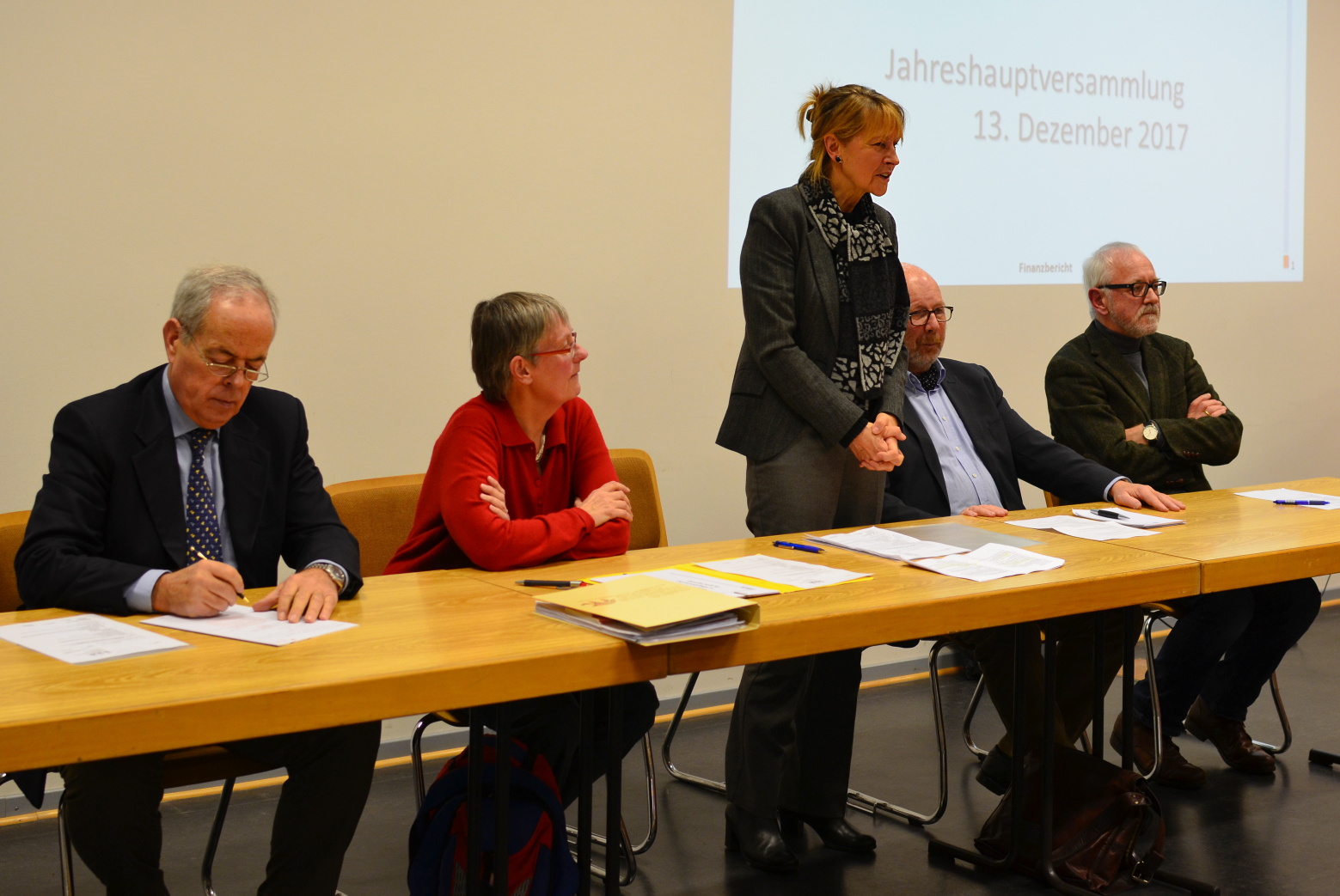
Der Vereinsvorstand bei der Jahreshauptversammlung 2017, stehend Edelgard Bulmahn

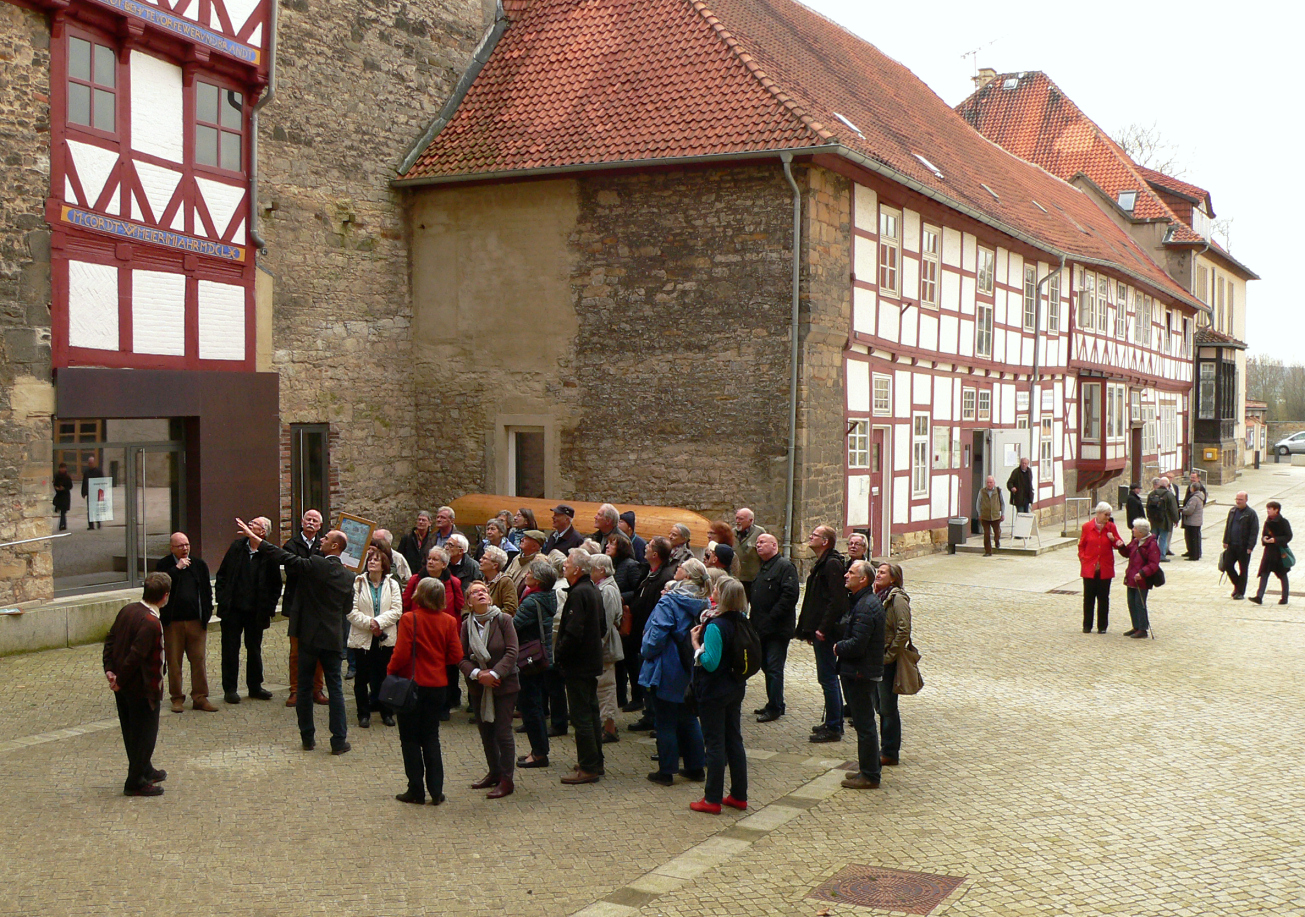
Exkursion der Gesellschaft für Denkmalpflege in Niedersachsen zur Marienburg, 2016

Die Gesellschaft für Denkmalpflege in Niedersachsen (G.D.N.) ist ein eingetragener Verein zur Unterstützung der Denkmalpflege in Niedersachsen, der am 1. April 2011 in Hannover gegründet wurde. Der Verein steht in enger Verbindung mit dem Niedersächsischen Landesamt für Denkmalpflege, wo die Geschäftsstelle ihren Sitz hat.
Zum Vorstand gehörten bis 2019 die Politikerin Edelgard Bulmahn als Vorsitzende und der frühere Geschäftsführer der Schaumburger Landschaft Sigmund Graf Adelmann von Adelmannsfelden als zweiter Vorsitzender. 2022 wurde der Politiker und frühere niedersächsische Kulturminister Björn Thümler als erster Vorsitzender gewählt. Schriftführer war bis 2017 der frühere Präsident des Niedersächsischen Landesamtes für Denkmalpflege Stefan Winghart. Ihm folgt ab 2018 als Schriftführer Tobias Wulf vom Landesamt nach. Als Schatzmeisterin fungierte bis 2024 Sigrid Kluge und dann Birte Rogacki-Thiemann.
Vereinsziel ist die Förderung von Denkmalpflege, Denkmalschutz, Heimatpflege sowie Heimatkunde in Niedersachsen. Dies erfolgt durch die Unterstützung von archäologischen, bauhistorischen, architektonischen und geschichtlichen Untersuchungen sowie Ausgrabungen. Bestimmte Projekte werden finanziell gefördert. Der Verein wendet sich nicht nur an Fachleute, sondern steht allen an der niedersächsischen Denkmalpflege interessierten Bürgern offen. Zu den Aktivitäten zählen regelmäßige Exkursionen als „Spurensuche mit Denkmalpflegern“ und Vorträge zu archäologischen Themen. Die Mitglieder erhalten die Zeitschrift Berichte zur Denkmalpflege in Niedersachsen. 2018 hatte der Verein rund 150 Mitglieder, 2021 waren es fast 130.